# Rick Dangerous 2
 (mai 2021).
Si vous disposez d'ouvrages ou d'articles de référence ou si vous connaissez des sites web de qualité traitant du thème abordé ici, merci de compléter l'article en donnant les références utiles à sa vérifiabilité et en les liant à la section « Notes et références ».
Rick Dangerous 2 est un jeu de plates-formes développé par Core Design pour les PC basés sur Amiga, Atari ST, Amstrad CPC, ZX Spectrum, Commodore 64 et MS-DOS. Il est sorti en 1990 et publié par Micro Style comme une suite de Rick Dangerous.

## Trame
À la fin de Rick Dangerous, une invasion extraterrestre arrive sur Terre. Alors que Rick Dangerous 2 commence, les OVNIS atterrissent à Londres. Le changement d'image dans le personnage de Rick Dangerous est évident dès le début : le manteau est introuvable et le chapeau de style Indiana Jones de l'épisode précédent est presque symboliquement soufflé par un faisceau laser provenant de l'un des vaisseaux spatiaux du séquence d'introduction. Un OVNI atterrit à Hyde Park, et Rick y va pour régler le compte avec les extraterrestres.

## Système de jeu
Il y a un certain nombre de changements dans le jeu qui rendent le Rick Dangerous 2 plus complexe et plus stimulant que son prédécesseur. Pour commencer, Rick est maintenant armé d'un pistolet laser et de bombes qui peuvent non seulement être placées mais glissées, laissant la place au placement stratégique de bombes. Le pogo stick est remplacé par une attaque par punch. Rick peut également utiliser un véhicule volant spécial dans certaines zones du jeu qui permet des mouvements plus rapides, mais cela peut également devenir un facteur de danger.
De plus, bien qu'il y ait une histoire linéaire dans le jeu, les quatre premiers niveaux peuvent être joués dans n'importe quel ordre. Terminer ces quatre niveaux (Hyde Park, les cavernes de glace de la planète Freezia, la forêt profonde de Vegetablia et les "mines de boue atomique") débloque le cinquième et dernier niveau, le quartier général de Fat Guy, qui se termine par un combat de boss. Ce niveau peut ensuite être joué aussi souvent que souhaité, jusqu'à ce que le joueur quitte le jeu, mais le film de fin de partie ne joue que si le joueur complète les cinq niveaux dans l'ordre.

## Fin non fermée
La fin de Rick Dangerous 2 ne termine pas l'histoire. Le jeu se termine par un cliffhanger , avec le Fat Guy s'échappant au dernier moment via un appareil de téléporteur, et Rick le suivant avec les légendes familières "Que va faire Rick ensuite?". Bien que cela puisse avoir laissé entendre une autre suite à l'histoire, Rick Dangerous 3 n'a jamais été créé. Bien qu'un Rick Dangerous II½ ait été offert par The One Amiga sur un disque de couverture, ce n'était que quelques niveaux supplémentaires et plus une démo qu'une véritable suite. De nombreux concepts présentés dans ces niveaux ont ensuite été utilisés dans un jeu Super Nintendo Entertainment System intitulé Danger Dan , qui était également inachevé. 
Les deux jeux ont été réédités sous le label Kixx.